# 黄坛乡
黄坛乡，是中华人民共和国江西省景德镇市浮梁县下辖的一个乡镇级行政单位。

## 行政区划
黄坛乡下辖以下地区：
黄坛村、东港村、七甲村、南溪村、吴家村和港口村。